# スワンプロード
スワンプロード (Swamplord) は、フィンランドのメロディックデスメタルバンド、カルマ（カルマー）の1stアルバム。スパインファーム・レコード傘下のスパイクファーム・レコードからリリースされた。日本では、キングレコードから日本盤が2001年にリリースされている。

## 収録曲
1. イーヴル・イン・ユー - Evil In You
2. ウィザリング・アウェー - Withering Away
3. ヘリタンス・オブ・ベリヤ - Heritance Of Berija
4. ブラック・ロイヤ - Black Roija
5. ダンス・オブ・ザ・ウォーター - Dance Of The Water
6. 黄泉の国 - Hades
7. オルタレーション - Alteration
8. ユージング・ザ・ワード - Using The Word
9. ザ・ブラインド・リーダー - The Blind Leader （日本盤ボーナストラック）
10. ヴィズィドロガー - Vezidoroga （日本盤ボーナストラック）

## 参加ミュージシャン
- アルッティ・フェテレイネン Altti Vetelainen - ベース
- ペッカ・コッコ Pekka Kokko - ボーカル・ギター
- ペトリ・サンカラ Petri Sankala - ドラムス
- パシ・ヒルトゥラ Pasi Hiltula - キーボード
- アンティ・コッコ Antti Kokko - ギター

## スタッフ
- アハティ・コルテライネン Ahti Kortelainen - プロデューサー
  - バンドと共同プロデュース名義
- ミカ・ユッシーラ Mika Jussila - レコーディング・エンジニア（マスタリング）